# 金山國家公園
金山國家公園是馬來西亞的國家公園，位於柔佛州的東甲縣，成立於2005年，面積60平方公里，最高點海拔高度1,276米，是該國最受歡近的遠足地點之一。该国家公园共有两个入口，其中一个位于砂益，另一个位于马六甲。砂益瀑布是该国家公园的著名露营处，金山也被公认为一个适合初学攀岩者进行训练的地方。